# Reus
41°09′B 1°07′Đ / 41,15°B 1,117°Đ

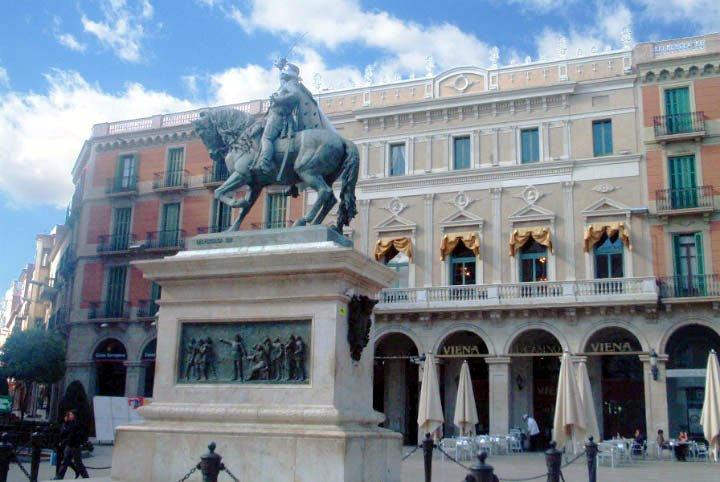
Reus, Joan Prim's Monument

Reus là thủ phủ của comarca Baix Camp, tỉnh Tarragona, cộng đồng tự trị Catalonia, Tây Ban Nha.

## Biến động dân số
| 1900   | 1930   | 1950   | 1970   | 1986   | 2006    |
| ------ | ------ | ------ | ------ | ------ | ------- |
| 26.681 | 31.299 | 35.950 | 59.904 | 81.145 | 101.767 |